# Будинок офіцерів (Вінниця)
Буди́нок офіце́рів — колишнє приміщення для зборів і проведення культурно-масових заходів військового гарнізону в обласному центрі України місті Вінниці; до російсько-української війни, до 2022 року, був найбільшою концертно-мистецька установою міста та області, одне з чільних місць проведення масових заходів. Нинішня будівля була збудована за типовим проектом українського архітектора Йосипа Каракіса спочатку для кінотеатру.

## З історії будівлі
Першим закладом у Вінниці, створеним для дозвілля українських офіцерів та солдатів, став клуб «Рідна хата». Клуб вояків Армії УНР та Галицької Армії функціонував восени 1919 року після чергового визволення міста від більшовиків (10.08.1919) у стінах садиби лікаря, першого керівника дипломатичної місії у Великій Британії М. Стаховського (нині вул. Верещагіна, 6). Тогочасна вінницька періодика повідомляла, що у клубі 16 і 26 вересня грав струнний оркестр, на Покрову, 14 жовтня, — концерт-вечірка за участі квартету Гуммеля, національного аматорського хору, українського балету та співаків О. Польового та Б. Крижанівського. 1 листопада відбувся благодійний концерт-бал на користь учнів гімназії З. Крупицького. Для всіх охочих був доступний «буфет з гарячими стравами». Також осередком системного культурного відпочинку для вояків у роки Української революції було приміщення міського театру.
Після окупації Вінниці більшовиками 31 грудня 1925 року в будинку А. Мар'янчика (нині вул. Миколи Оводова, 22), за розпорядженням командира 17-го стрілецького корпусу Я. Фабриціуса, створено Будинок Червоної Армії. Згодом було прийнято рішення про його перенесення на Замостя із спорудженням окремої будівлі.
Сучасне приміщення Будинку офіцерів постало у 1934—1935 роках за проєктом видатного українського архітектора та містобудівника Й. Каракіса. Це був типовий проєкт кінотеатру на 1000 глядачів, створений для Вінниці, Кривого Рогу і Харкова, який отримав першу премію на Всесоюзному конкурсі. Ще наприкінці 1920-х років на земельній ділянці, де він розташований, планували звести грандіозну бібліотеку-пам'ятник письменнику М. Коцюбинському. Але проєкт так і не реалізували, серед причин — брак коштів, дефіцит товарів та пріоритетність відомчого військового будівництва.
У 1935 році вінницький Будинок Червоної Армії розпочинає свою роботу як гарнізонний військовий клуб виступами жіночого хорового ансамблю «Жінхоранс» під керуванням В. Верховинця (17-18 березня) та «Східного ансамблю» Е. Сарагуні (15 квітня). 22 лютого 1938 року у Будинку Червоної Армії гастролювали артисти Одеської філармонії.
У період окупації Вінниці нацистами (1941—1944 роки) будівля також функціонувала та використовувалась німецькою окупаційною адміністрацією. Перекладач комісії з дослідження злочинів НКВС М. Селешко у своїх спогадах називав Будинок Червоної Армії чи не єдиною спорудою на Замості, яка, на його думку, «мала європейський вигляд».
Під час Другої світової війни та вигнання нацистів із Вінниці у березні 1944 року будівля була пошкоджена, усі дерев'яні конструкції були знищені. Роботи з відновлення тривали у 1946—1947 роках. Будинок Червоної Армії почав діяти 25 вересня 1947 року і підпорядковувався 43-й повітряній армії дальньої авіації.
У 1972 році на сцені Будинку офіцерів проводив 5-денну зустріч В. Мессінг.
У повоєнний час, у 1970-80-х роках військовослужбовці, жителі міста й Вінниччини, а також гості обласного центру мали відвідувати концерти таких артистів, як Д. Гнатюк, Ю. Гуляєв, М. Магомаєв, Є. Матвєєв, Є. Леонов, А. Папанов, К. Шульженко, Й. Кобзон, Л. Лещенко, Т. Гвердцителі, вокально-інструментальних ансамблів «Пісняри», «Сябри», «Пламя», «Цвєти» та інших відомих колективів та артистів Радянського Союзу.
Розпорядженням Вінницької ОДА № 248 від 25 липня 1997 року внесений до переліку пам'яток архітектури і містобудування (місцевого значення).
У 1998 році стилізований барельєф легкого швидкісного танка БТ-7, зображений на фасаді будівлі, був прикритий пластиковою емблемою птаха-сокола. Автором та дизайнером емблеми став військовий В. Ляхов, котрий на той час уже був відомим розробником символіки ВПС ЗС України. Того ж року поряд із Будинком офіцерів установили Пам'ятний знак Військово-Повітряним Силам України — літак МіГ-21.
Починаючи від 28 грудня 2004 року Будинок офіцерів Військово-Повітряних Сил Збройних Сил України переданий до складу Повітряних Сил Збройних Сил України, а з 1 грудня 2007 року Будинок офіцерів Повітряних Сил Збройних Сил України перейменований у Будинок офіцерів.
У 2009 році здійснено капітальний ремонт глядацької зали та сцени, встановленні нові крісла, пошито новий одяг сцени. Відтак глядацька зала вміщує майже 1 000 глядачів.
За роки Незалежності (від 1991 року) на гастролі до будинку офіцерів приїздили А. Пугачова, І. Білик, Ф. Кіркоров, І. Ніколаєв, Н. Корольова, Н. Могилевська, Руслана, Н. Катамадзе, Г. Лепс, Студія «Квартал 95», грузинський балет «Сухішвілі», вокальний ансамбль «Пікардійська терція», проводять свої вистави українські та закордонні театри.

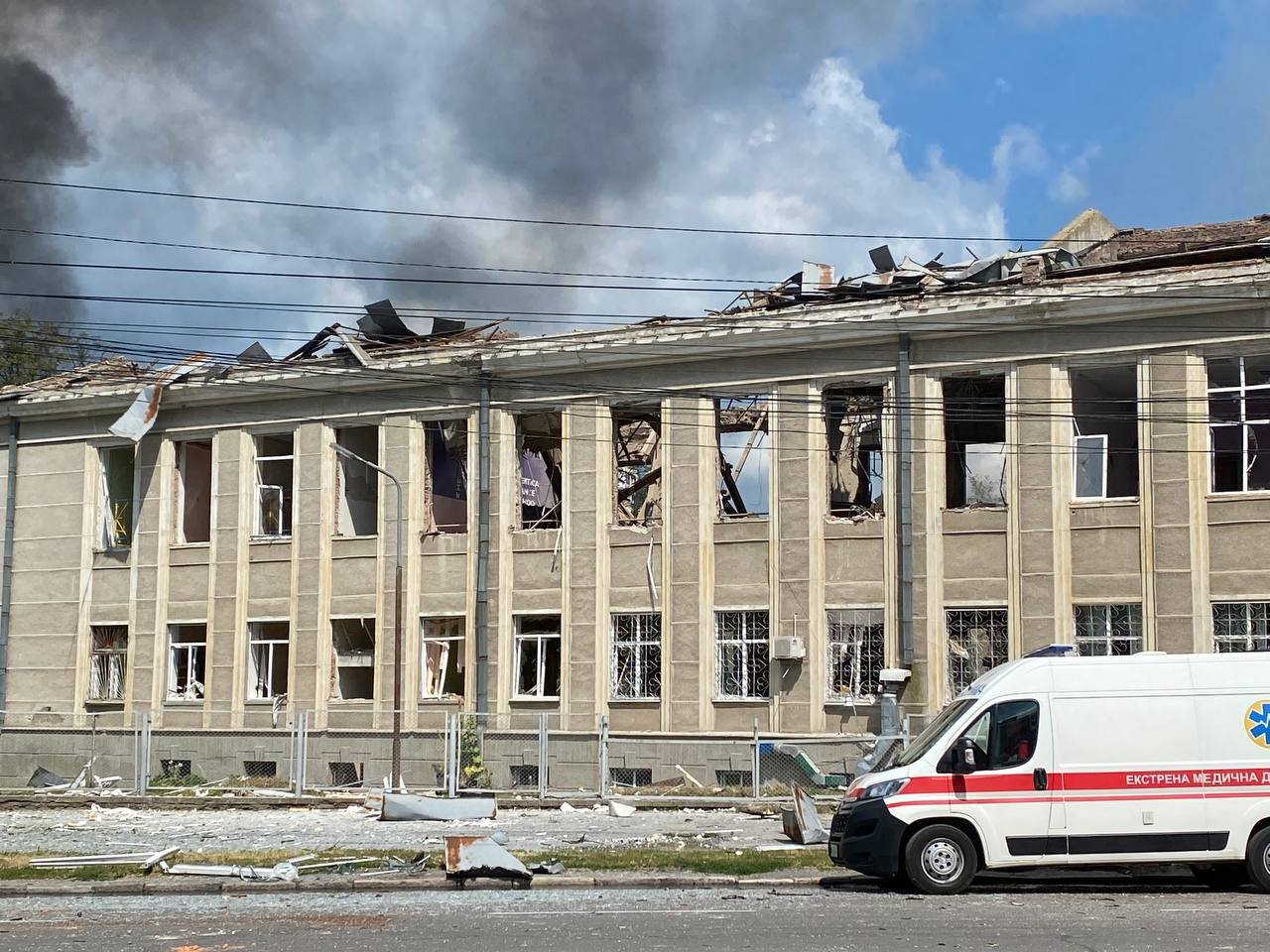
Будівля після влучання ракети

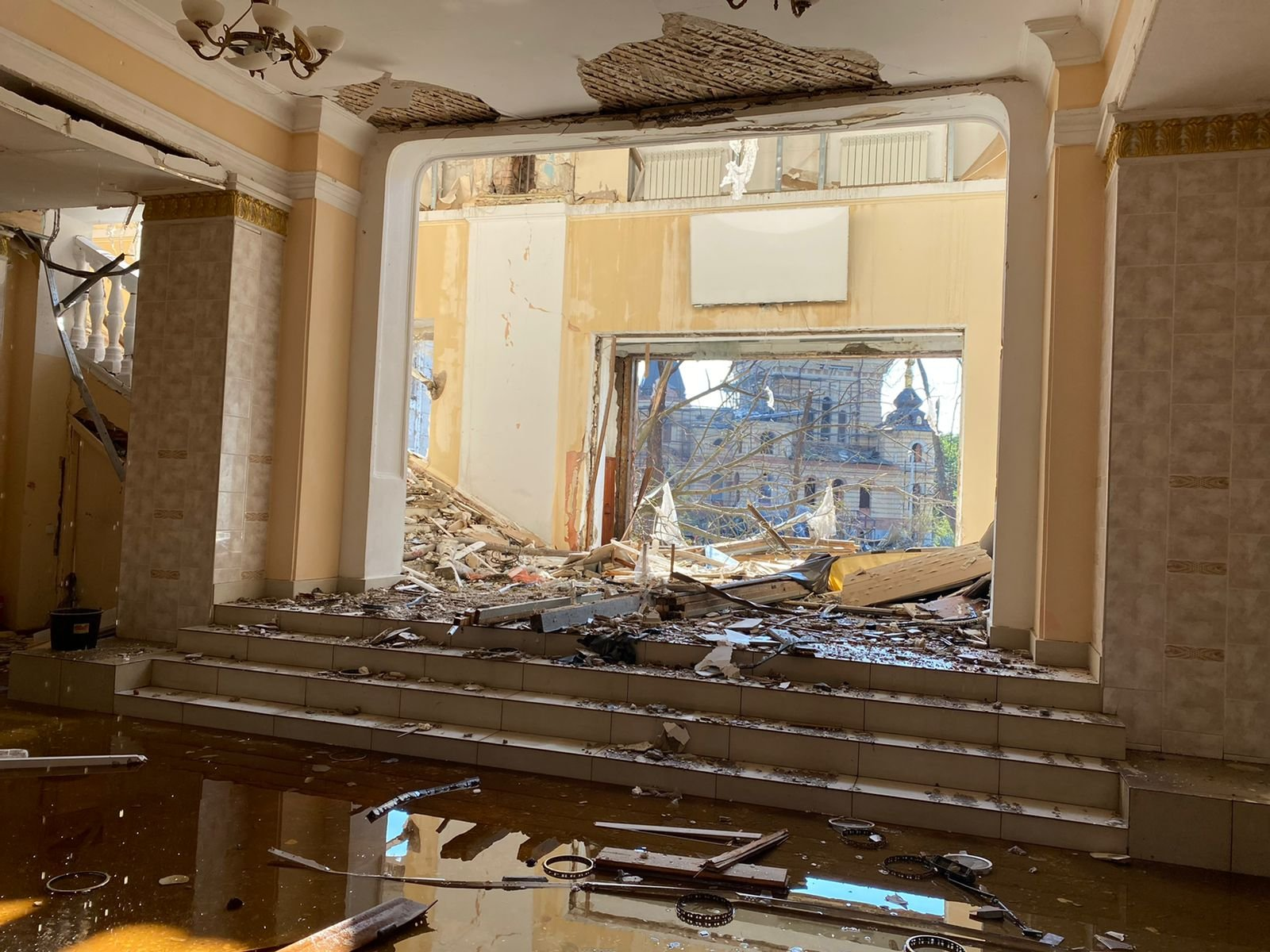
Вигляд зсередини

У квітні 2022 у Вінниці Будинок офіцерів прикрасили десятьма плакатами з українськими містами-героями. Серед них: Волноваха, Херсон, Миколаїв, Харків, Чернігів, Маріуполь, Охтирка, Ірпінь, Гостомель та Буча. Таким чином вшанували населені пункти, які найбільше постраждали під час війни. За героїчний супротив, масові подвиги та стійкість місцевих мешканців під час російського наступу президент України Володимир Зеленський присвоїв їм відповідні відзнаки «Місто-герой України». На полотнах зображено, якими міста були до війни та якими стали з приходом військ РФ.
Частково зруйнований 14 липня 2022 р., внаслідок враження двома ракетами «Калібр», що спричинив численні жертви та руйнування в центрі міста. Нині Будинок офіцерів перебуває в режимі консервації для подальшого відновлення.